# Lípa za Bečvárnou
Lípa za Bečvárnou byla památný strom v obci Kout na Šumavě nedaleko Kdyně. Lípa velkolistá (Tilia platyphyllos Scop.) byla vysoká 30 m, obvod kmene byl 450 cm, stáří bylo odhadnuto na 300 let (měřeno 1986).
Byla chráněna od 15. října 1986 pro svoji biologickou, estetickou i historickou hodnotu.
Ochrana stromu byla zrušena 9. prosince 1992.

## Stromy v okolí
- Bílkovský dub
- Bílkovský javor
- Duby nad rybníkem Bílka
- Dub nad Spáleným rybníkem
- Dub u Váchalovského mlýna †
- Duby v Pekle
- Jasan u Starého Dvora
- Lípa u Krysálů
- Dub v třešnové rovci
- Starodvorské duby
- U Čtyřech lip
- Zámecká lípa